# Stadsbank van Lening

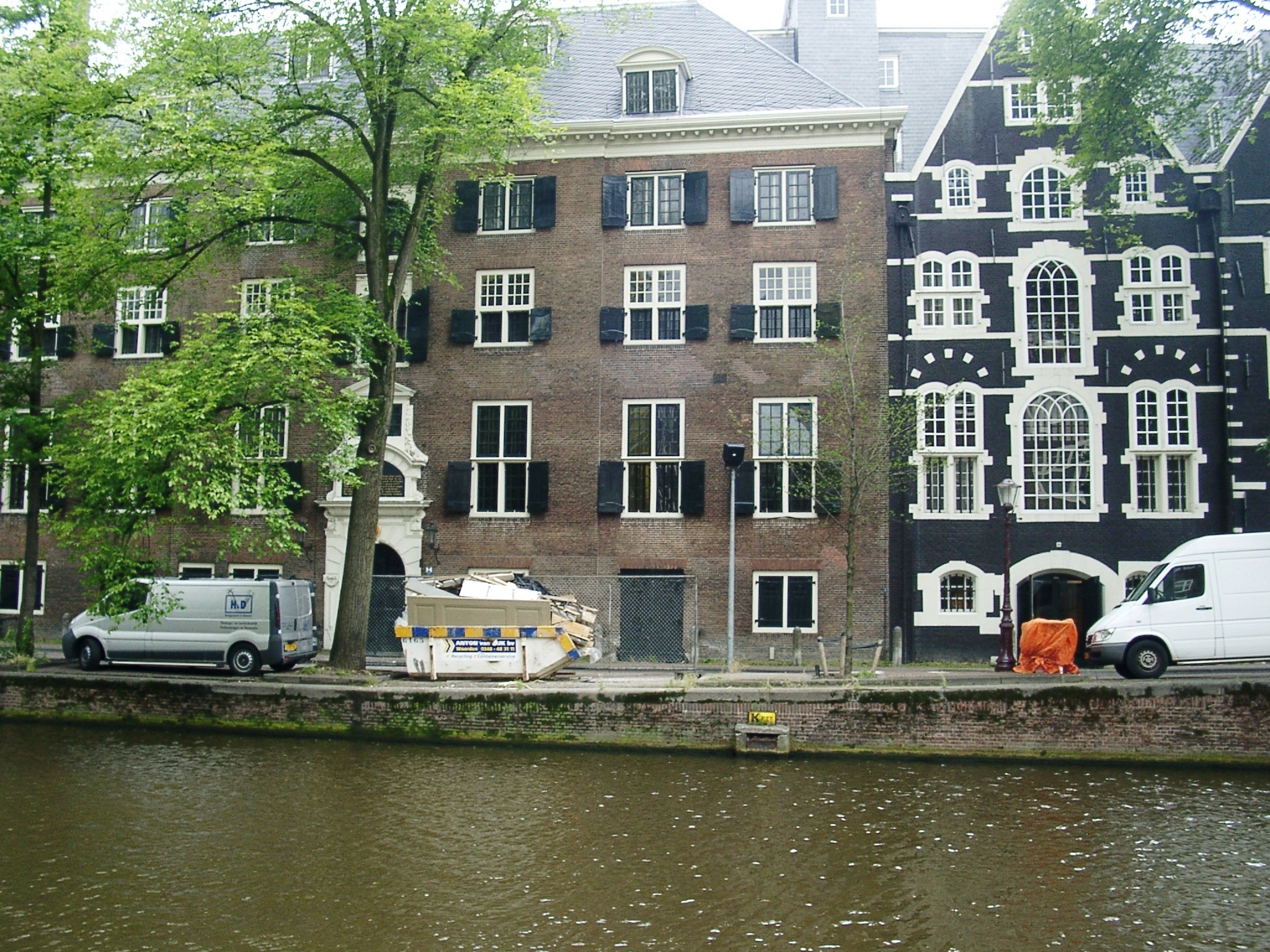
Stadsbank van Lening sul canale Oudezijds Voorburgwal.

La Stadsbank van Lening è una banca senza scopo di lucro costituita nel 1614 sull'Oudezijds Voorburgwal di Amsterdam, Paesi Bassi. È il più antico distributore di crediti ad Amsterdam e oggi conta circa 85 dipendenti che lavorano tra la sede centrale e gli uffici di Albert Cuypstraat, Bijlmerplein e Osdorpplein.

## Storia

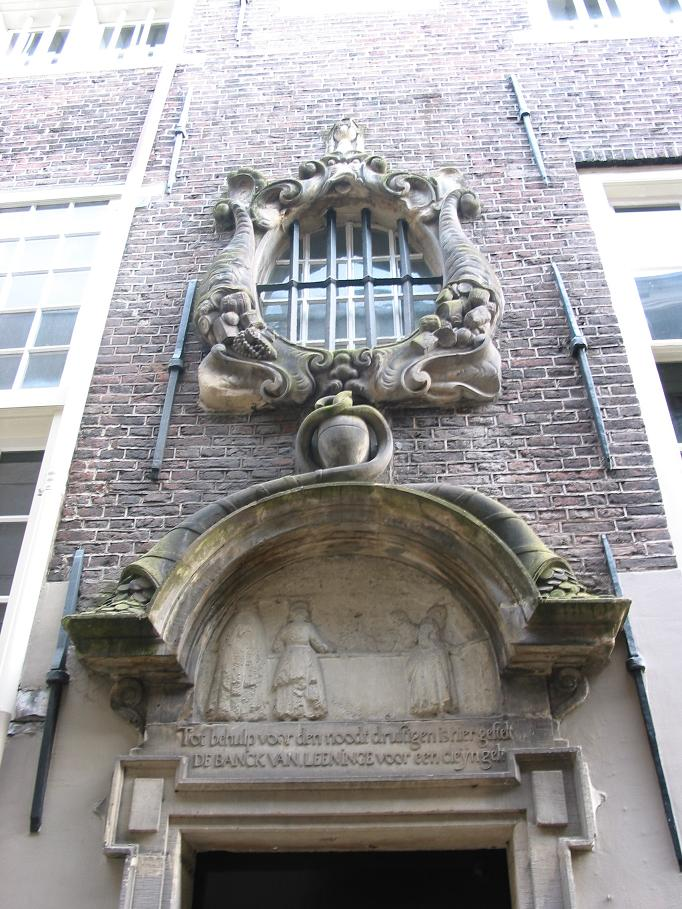
Ingresso

La banca venne costituita nel 1614 convertendo un magazzino usato per il deposito del carbone per gli abitanti della zona. Nel 1658 il poeta Joost van den Vondel venne assunto dalla banca, vi lavorò per 10 anni e la sua scrivania è ancora conservata.

## Testo sull'ingresso

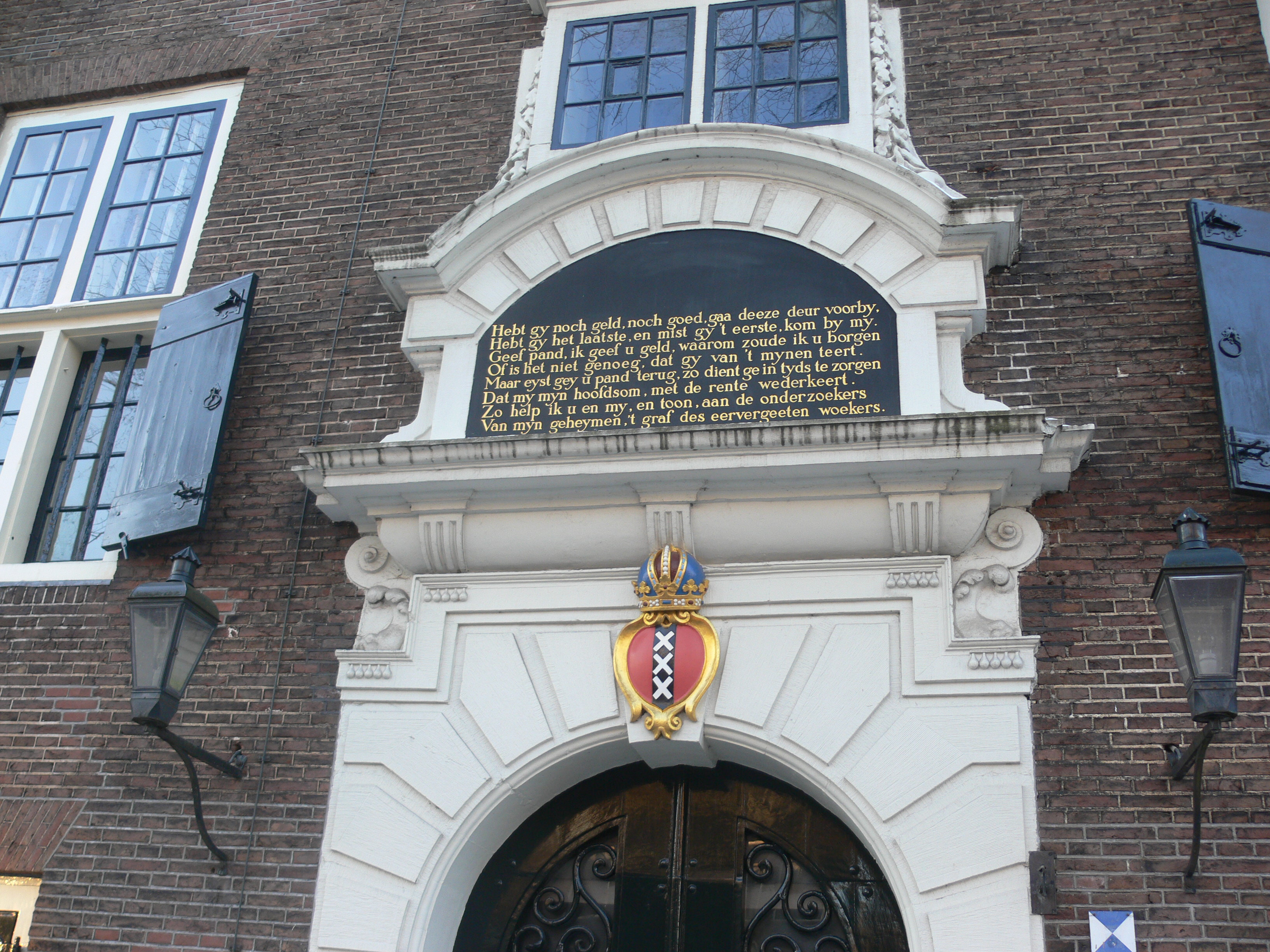
Il portone d'ingresso con l'iscrizione

Scritta da Balthazar Huydecoper nel 1740:
(Iscrizione sull'ingresso della Stadsbank van Lening)